# رایان کندال
رایان جی. کُندال (انگلیسی: Ryan J. Condal؛ زادهٔ ۱۹۷۹ یا ۱۹۸۰) فیلمنامه‌نویس و تهیه‌کنندهٔ اجرایی آمریکایی است که خالق و مجری سریال تلویزیونی خاندان اژدها، پیش‌درآمدی بر سریال تلویزیونی بازی تاج‌وتخت (۲۰۱۱–۲۰۱۹) است. کندال و کارلتون کیوس خالقان و مجریان سریال تلویزیونی کلونی (۲۰۱۶–۲۰۱۸) بودند. او همچنین فیلمنامه‌نویس فیلم‌های هرکول (۲۰۱۴) و رمپیج (۲۰۱۸) بود.

## اوایل زندگی و تحصیل
کندال در ۱۹۷۹ یا ۱۹۸۰ در هسبراک هایتس، نیوجرسی، ایالات متحده به دنیا آمد و در هسبراک‌هایتس بزرگ شد. او در سال ۲۰۰۱ با مدرک لیسانس حسابداری از دانشگاه ویلانوا فارغ‌التحصیل شد.

## فیلم‌شناسی
| سال       | عنوان        | قالب     | توضیحات                                                  | منبع  |
| --------- | ------------ | -------- | -------------------------------------------------------- | ----- |
| ۲۰۱۴      | هرکول        | فیلم     | فیلمنامه با همکاری ایوان اسپیلیوتوپولوس                  | [ ۲ ] |
| ۲۰۱۶–۲۰۱۸ | کلونی        | تلویزیون | همکاری با کارلتون کیوس؛ تهیه‌کننده اجرایی                 | [ ۳ ] |
| ۲۰۱۸      | رمپیج        | فیلم     | فیلمنامه با همکاری رایان اِنگل، کارلتون کیوس، آدام ستیکیل | [ ۲ ] |
| ۲۰۲۲      | خاندان اژدها | تلویزیون | همکاری با جرج آر. آر. مارتین؛ نویسنده؛ تهیه‌کننده اجرایی  | [ ۳ ] |